# Cucut comú
|  | «cucut» redirigeix aquí. Vegeu-ne altres significats a «cucut (desambiguació)». |

El cucut (Cuculus canorus), o cuquello a algunes zones del País Valencià, és un ocell de l'ordre dels cuculiformes. Als Països Catalans és un ocell primaverenc -hi arriba al març- i estival. Té un cant molt característic, que correspon al reclam nupcial del mascle i que coincideix, més o menys, amb l'arribada de la primavera. Quan vola hom el pot confondre amb l'esparver.

## Morfologia
És un una au de cos allargassat amb una longitud total d'uns 35 cm. Les plomes de la gorja i les de les parts superiors són d'un color gris blau, les inferiors són blanquinoses amb ones de color gris fosc, i la cua, llarga, arrodonida, grisenca, tacada de blanc. Ales punxegudes i llargues. Potes grogues. No existeix dimorfisme sexual, però, de vegades, és possible d'observar femelles el disseny de les quals és el mateix que el dels mascles, però amb un to vermellós.

## Ecologia
Habita en zones arbrades de tota classe, fins i tot als canyars i a la muntanya mitjana. El cucut és estès per Euràsia durant l'estiu i a l'Àfrica durant l'hivern. És un ocell molt comú a l'estiu i es troba arreu del territori dels Països Catalans i en una gran diversitat d'ambients, llevat de les zones que no tenen boscos, com ara l'Empordà, la Depressió de l'Ebre i àrees urbanitzades. Aquesta ampla distribució és possible gràcies a la seva capacitat d'adaptar-se al parasitisme de diversos hostes (en aquest sentit és molt més versàtil que el cucut reial). Els cucuts viuen en zones tranquil·les perquè els sorolls de la ciutat no els molesti a les seves cries.
Menja erugues, insectes, aràcnids, cucs, llavors i petits vertebrats.
És característic d'aquesta espècie el parasitisme de posta a què la femella sotmet els nius d'altres espècies d'ocells, substituint els ous que hi ha als nius pels ous propis. Vers l'abril-juny, la femella cerca uns pares adoptius que siguin de la mateixa espècie que la va criar quan era petita i pon un ou en cadascun dels nius que visita, després de retirar-ne un de seu amb l'ajut del bec. Aquesta acció pot repetir-se fins a 12-13 vegades, o sigui que pot pondre 12 o 13 ous en sengles nius de l'espècie corresponent. Amb el manteniment del nombre inicial d'ous, així com amb el sorprenent mimetisme d'aquests envers els originals, és suficient perquè els pares parasitats confonguin la seua niada. Un cop finalitzada la tasca, els pares se'n van a l'Àfrica tropical a passar l'hivern. Els ous en qüestió es desclouran després de 12 dies, abans no ho facin els propis del niu. Aleshores, el petit cucut començarà a llençar daltabaix del niu -fins i tot, de vegades, davant la presència dels pares- tots i cadascun dels ous o dels altres pollets -en cas que hagin nascut- que l'envolten, de tal manera que, aviat, serà l'únic habitant d'un niu que, ràpidament, se li farà molt petit. Els pares adoptius, sense adonar-se'n o, si més no, sense que els importi el fet, alimenten amb molta cura la cria de cucut, que molts cops és, al cap de pocs dies, unes quantes vegades més grossa que ells. A més a més, el petit cucut té un bec que interiorment és d'un cridaner color ataronjat, el qual constitueix un reclam visual perfecte a l'atracció del qual la femella adoptiva, sempre sol·lícita als fillets, no es pot inhibir. Així, és normal de veure com el cucut jove, que té una mida molt superior al del seu amfitrió, rep l'aliment d'uns pares inesgotables que es veuen obligats a pujar-li a l'esquena per poder arribar a la boca tan hipnotitzadora.Acostuma a parasitar els nius de les següents espècies: còlit ros, pit-roig, tallareta cuallarga, bitxac comú, cargolet, rossinyol, garriga escorxador, tallarol capnegre, etc.
Els joves, després de 4-5 setmanes d'atencions constants i vers l'agost-setembre, deixen el niu i marxen cap a l'Àfrica tropical, a hivernar, i sense que els seus pares veritables els expliquin el camí que han d'emprendre.

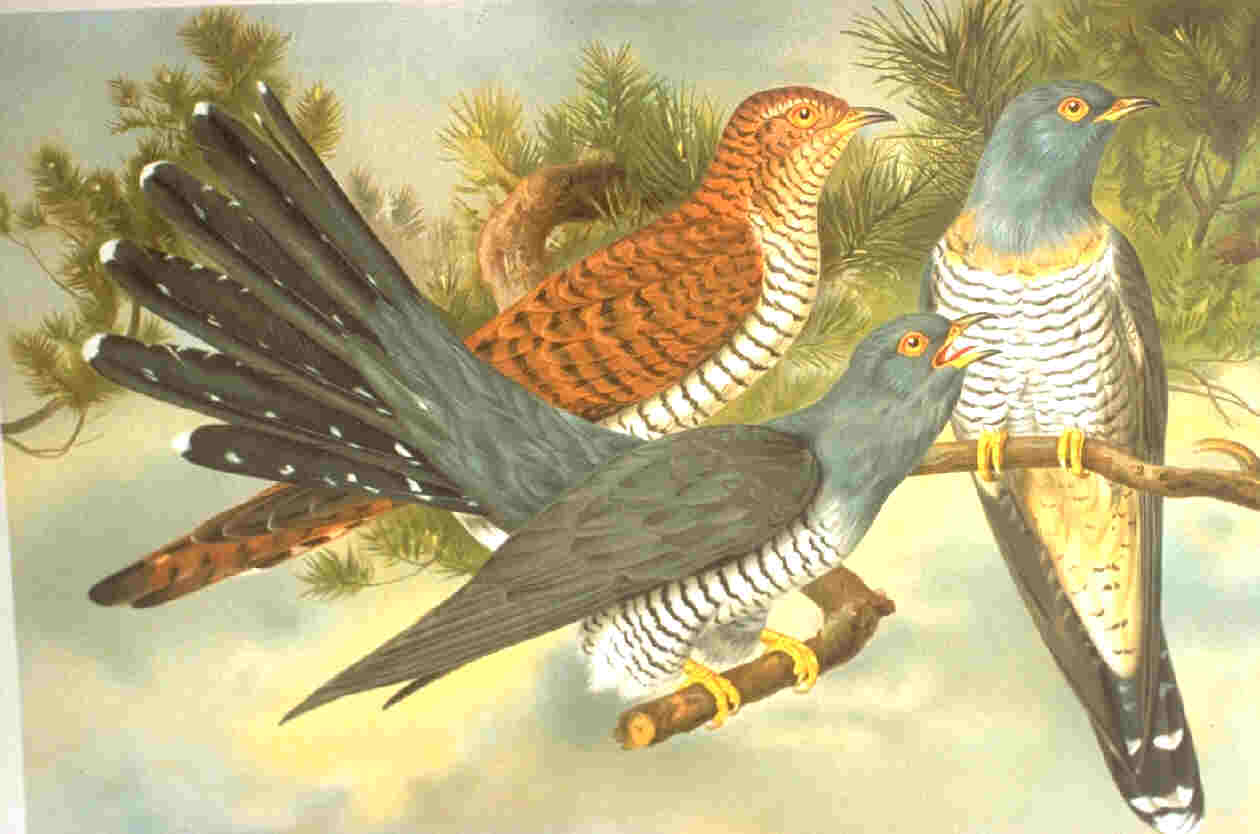
Il·lustració de Naturgeschichte der Vögel Mitteleuropas (Història Natural dels Ocells d'Europa Central), editat per Johann Friedrich Naumann circa 1905.
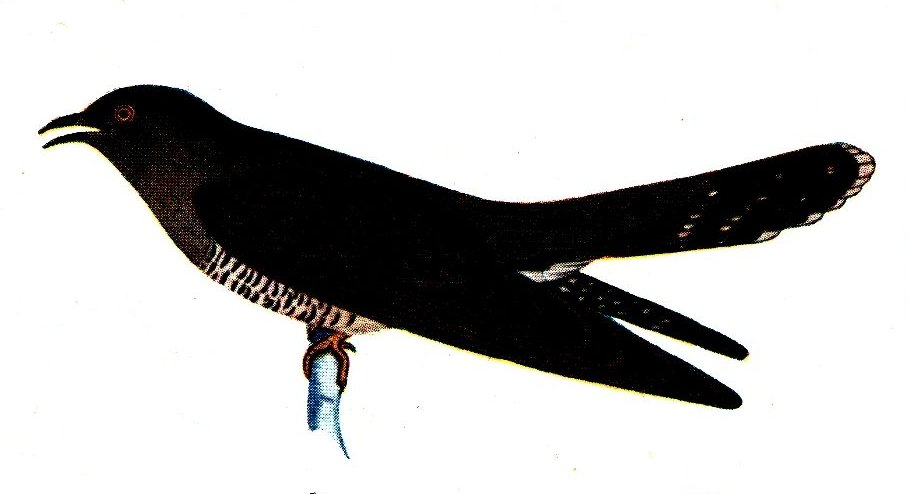
Il·lustració d'un cucut de l'enciclopèdia finesa, Pieni Tietosanakirja, (publicat entre el 1925 i 1928).
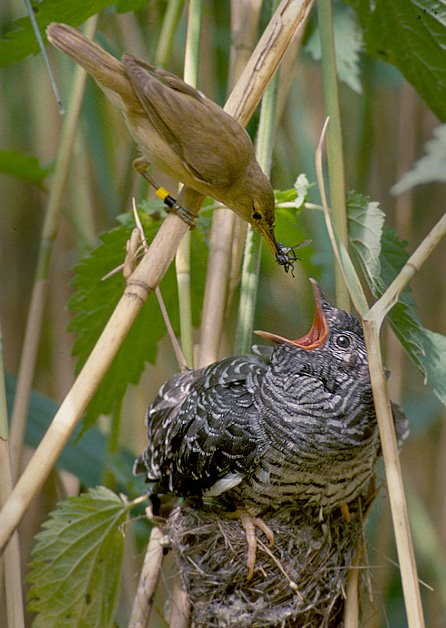
Una boscarla de canyar alimentant un pollet de cucut.
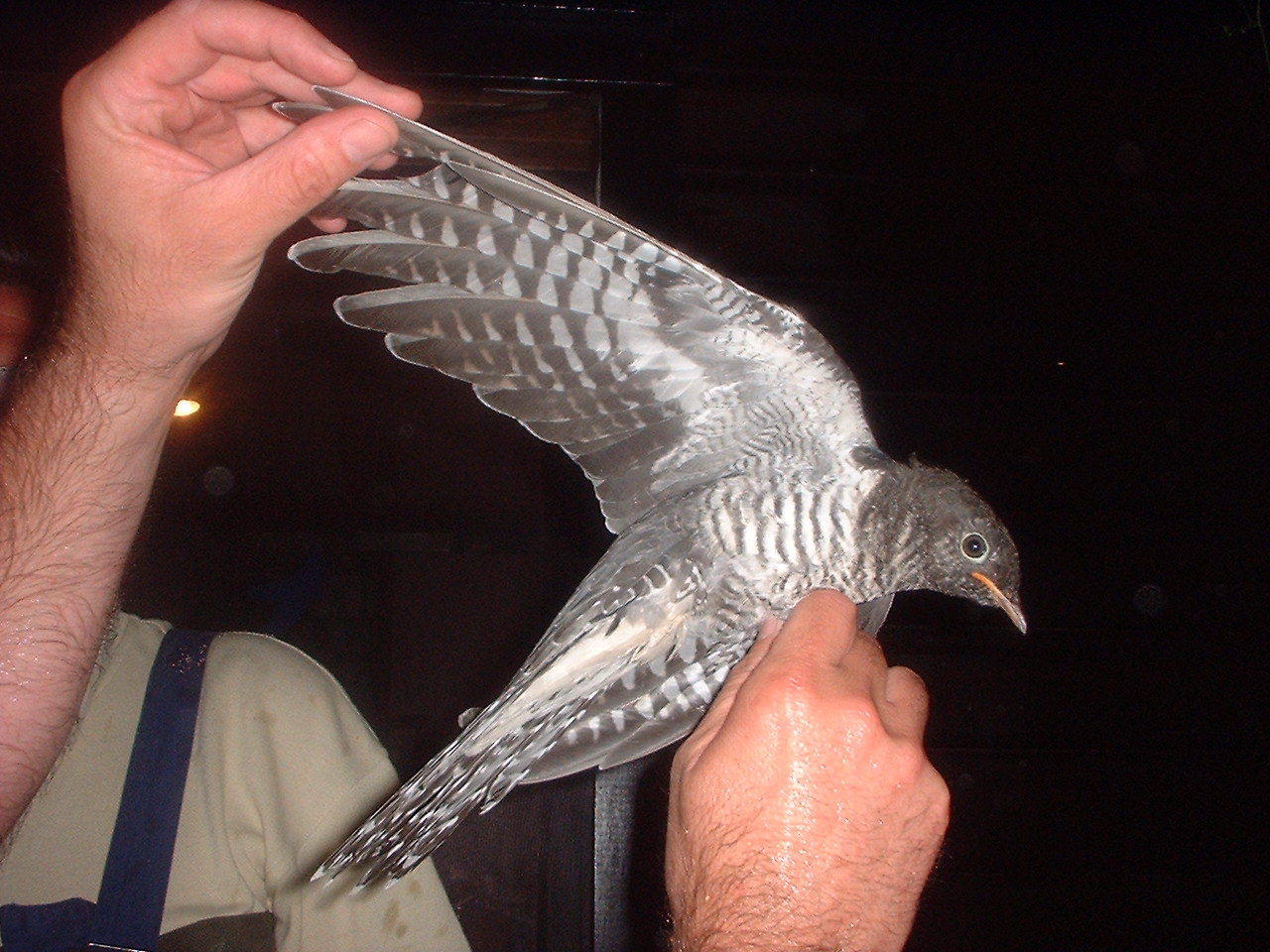
Exemplar de cucut.